# ۱۵۰۳ (میلادی)
۱۵۰۳ (میلادی) هزار و پانصد  و سومین سال تقویم میلادی است.

## زادگان
- ۱۷ نوامبر – آنجلو برونزینو، نقاش ایتالیایی (د. ۱۵۷۲)

## درگذشتگان
- ۱۸ اوت – الکساندر ششم، کشیش اسپانیایی (ز. ۱۴۳۱)